# تورزیستوو
تورزیستوو (به لاتین: Turzystwo) یک روستا در لهستان است که در Gmina Adamów, Łuków County واقع شده‌است.

## خصوصیات
تورزیستوو ۴۱۰ نفر جمعیت دارد.